# گراف کنسر
در نظریه گراف گراف کنسر (به انگلیسی: Kneser graph)،{\displaystyle KG_{n,k}}، گرافی است که رأس‌های آن نظیر زیرمجموعه‌های k عضوی از یک مجموعه ی n عضوی است. بین دو رأس یک یال وجود دارد اگر و تنها اگر زیرمجموعه‌های نظیر رأس‌ها ناسازگار باشند (اشتراکشان تهی باشد). این گراف‌ها به نام مارتین کنسر نامگذاری شده‌اند که برای اولین بار آنها را در سال ۱۹۵۵ بررسی کرد.

## مثال‌ها
- گراف کامل n رأسی گراف نسر {\displaystyle KG_{n,1}} است.
- گراف {\displaystyle KG_{5,2}} با گراف پترسن ایزومورف است.

## خصوصیات
- در گراف کنسر هر رأس با انتخاب k از n-k رأس دیگر مجاور است.
- همانگونه که کنسر حدس زد عدد رنگی گراف {\displaystyle KG_{n,k}} دقیقاً برابر n-2k+۲ است. لوواش در سال ۱۹۷۸ و جاشوآ در سال ۲۰۰۲ برای این فرمول اثبات‌هایی توپولوژیکی ارائه دادند. در سال ۲۰۰۴ ماتوشک اثباتی کاملاً ترکیبیاتی برای آن پیدا کرد.
- وقتی n بزرگتر مساوی ۳k باشد گراف کنسر همیشه دور هامیلتونی خواهد داشت (چن ۲۰۰۰). محاسبات نشان داده‌اند که همهٔ گراف‌های همبند کسزر با nهای کوچکتر مساوی ۲۷ به جز گراف پترسن، همیلتونی هستند.
- اگر n کوچکتر از ۳k باشد گراف کنسر هیچ مثلثی نخواهد داشت.